# NGC 2128
NGC 2128 este o galaxie lenticulară situată în constelația Girafa. A fost descoperită în 27 decembrie 1886 de către Edward D. Swift⁠(d).